# Wydział Inżynierii Produkcji i Technologii Materiałów Politechniki Częstochowskiej
Wydział Inżynierii Produkcji i Technologii Materiałów – jednostka organizacyjna Politechniki Częstochowskiej, powstała w 1950 i nosząca obecną nazwę od końca 2013. W 2018 Ministerstwo Nauki i Szkolnictwa Wyższego przyznało wydziałowi kategorię naukową B.
Wydział powstał 1 września 1950 pod nazwą Wydział Metalurgiczny. Jego pierwszym dziekanem został prof. dr inż. Wacław Sakwa, a w roku akademickim 1950/1951 studia na pierwszym roku trzyletnich studiów inżynierskich rozpoczęło 46 studentów. W 1991 jednostkę przekształcono w Wydział Metalurgii i Inżynierii Materiałowej, następnie nosił on nazwę Wydział Inżynierii Procesowej, Materiałowej i Fizyki Stosowanej (2001–2013), by pod koniec 2013 zmienić ją na Wydział Inżynierii Produkcji i Technologii Materiałów.
W 1980 wydział posiada prawa do nadawania stopnia naukowego doktora habilitowanego w dyscyplinie naukowej metalurgia, a od roku 1993 w zakresie inżynierii materiałowej. W 2012 wydział uzyskał jako jeden z pierwszych w Polsce uprawnienia do nadawania stopnia doktora w dyscyplinie inżynierii produkcji.

## Kierunki kształcenia
Dostępne kierunki:
- Projektowanie i logistyka materiałów – język polski (studia I stopnia)
- Projektowanie i logistyka materiałów – język angielski (studia I stopnia)
- Fizyka techniczna (studia I i II stopnia)
- Inżynieria materiałowa (studia I i II stopnia)
- Metalurgia (studia I i II stopnia)
- Zarządzanie i inżynieria produkcji (studia I i II stopnia)

## Poczet dziekanów
1. prof. dr inż. Wacław Sakwa (1950–1956)
2. prof. mgr inż. Stanisław Turski (1956–1960)
3. prof. mgr inż. Zbigniew Wernicki (1960–1962)
4. doc. mgr inż. Stanisław Karbownicki (1962–1964)
5. doc. dr inż. Jan Gottfried (1964–1966)
6. prof. mgr inż. Zbigniew Wernicki (1966–1969)
7. doc. dr inż. Kazimierz Moszoro (1969–1970)
8. doc. dr inż. Stefan Pieprznik (1970–1973)
9. prof. dr hab. inż. Janusz Braszczyński (1973–1981)
10. doc. dr inż. Bolesław Paczuła (1981–1982)
11. doc. dr Stefan Szymura (1982–1987)
12. prof. dr inż. Bogdan Golis (1987–1990)
13. prof. dr inż. Leopold Jeziorski (1990–1996)
14. prof. dr hab. inż. Henryk Dyja (1996–2002)
15. dr hab. inż. Jerzy Siwka, prof. PCz (2002–2005)
16. prof. dr hab. inż. Henryk Dyja (2005–2012)
17. prof. dr hab. inż. Zbigniew Stradomski (2012–2016)
18. dr hab. inż. Marcin Knapiński, prof. PCz (2016–2020)
19. prof. dr hab. inż. Sebastian Mróz (od 2020)

## Władze Wydziału
W kadencji 2024–2028:
| Stanowisko                    | Imię i nazwisko                      |
| ----------------------------- | ------------------------------------ |
| Dziekan                       | prof. dr hab. inż. Sebastian Mróz    |
| Kierownik dyscypliny naukowej | dr hab. inż. Rafał Prusak, prof. PCz |
| Kierownik dydaktyczny         | dr hab. inż. Piotr Gębara, prof. PCz |
| Kierownik ds. rozwoju         | dr inż. Karina Jagielska-Wiaderek    |

## Struktura organizacyjna
| Katedra                                 | Kierownik                           |
| --------------------------------------- | ----------------------------------- |
| Katedra Fizyki                          | dr hab. Katarzyna Błoch,, prof. PCz |
| Katedra Inżynierii Materiałowej         | dr hab. inż. Jerzy Gęga, prof.PCz   |
| Katedra Metalurgii i Technologii Metali | dr hab. inż. Piotr Szota, prof. PCz |
| Katedra Zarządzania Produkcją           | dr inż. Zbigniew Skuza              |